# Liste des monuments historiques de Lot-et-Garonne (A-L)
Cet article recense une partie des monuments historiques de Lot-et-Garonne, en France.
- Haut – A
- B
- C
- D
- E
- F
- G
- H
- I
- J
- K
- L
- M
- N
- O
- P
- Q
- R
- S
- T
- U
- V
- W
- X
- Y
- Z

## Liste
Pour des raisons de taille, la liste est découpée en deux. Cette partie regroupe les communes débutant de A à L. Pour les autres, voir la liste des monuments historiques de Lot-et-Garonne (M-Z).
- Pour les monuments historiques de la commune d'Agen, voir la liste des monuments historiques d'Agen.

| Monument                                                  | Commune                   | Adresse                                                                          | Coordonnées                                 | Notice                                      | Protection                                  | Date                                        | Illustration                                             |
| --------------------------------------------------------- | ------------------------- | -------------------------------------------------------------------------------- | ------------------------------------------- | ------------------------------------------- | ------------------------------------------- | ------------------------------------------- | -------------------------------------------------------- |
|                                                           | Agen                      | Voir liste des monuments historiques d'Agen                                      | Voir liste des monuments historiques d'Agen | Voir liste des monuments historiques d'Agen | Voir liste des monuments historiques d'Agen | Voir liste des monuments historiques d'Agen | Voir liste des monuments historiques d'Agen              |
| Manoir du Bout du Pont (pigeonnier)                       | Agnac                     |                                                                                  | 44° 38′ 39″ nord, 0° 20′ 36″ est            | « PA00084057 »                              | Classé                                      | 1953                                        | Manoir du Bout du Pont (pigeonnier)                      |
| Vieux pont sur le Dropt                                   | Agnac                     |                                                                                  | 44° 38′ 47″ nord, 0° 20′ 28″ est            | « PA00084058 »                              | Classé                                      | 1992                                        | Vieux pont sur le Dropt                                  |
| Château d'Aiguillon                                       | Aiguillon                 | Place du 14-juillet                                                              | 44° 18′ 06″ nord, 0° 20′ 14″ est            | « PA00084059 »                              | Inscrit                                     | 1925 1951                                   | Château d'Aiguillon                                      |
| Église Saint-Côme d'Aiguillon                             | Aiguillon                 | Saint-Côme                                                                       | 44° 16′ 59″ nord, 0° 20′ 12″ est            | « PA00084060 » « PA47000096 »               | Inscrit                                     | 1925 2015                                   | Église Saint-Côme d'Aiguillon                            |
| Site protohistorique de Chastel                           | Aiguillon                 |                                                                                  | 44° 17′ 18″ nord, 0° 20′ 10″ est            | « PA00084296 »                              | Inscrit                                     | 1991                                        | Image manquante Téléverser                               |
| Structures antiques d'Aiguillon                           | Aiguillon                 | en ville, sous le château de Lunac                                               | 44° 18′ 11″ nord, 0° 20′ 18″ est            | « PA00084061 »                              | Classé                                      | 1985                                        | Structures antiques d'Aiguillon                          |
| Tour de Tourasse                                          | Aiguillon                 | La Tourasse                                                                      | 44° 17′ 22″ nord, 0° 20′ 24″ est            | « PA00084062 »                              | Classé                                      | 1840                                        | Tour de Tourasse                                         |
| Château de Tombebouc                                      | Allez-et-Cazeneuve        | Tombebouc                                                                        | 44° 21′ 55″ nord, 0° 37′ 14″ est            | « PA47000079 »                              | Inscrit                                     | 2009                                        | Image manquante Téléverser                               |
| Château d'Allemans-du-Dropt                               | Allemans-du-Dropt         |                                                                                  | 44° 37′ 44″ nord, 0° 17′ 22″ est            | « PA00084064 »                              | Inscrit                                     | 1984                                        | Château d'Allemans-du-Dropt                              |
| Église Saint-Eutrope d'Allemans-du-Dropt                  | Allemans-du-Dropt         | Le Bourg                                                                         | 44° 37′ 41″ nord, 0° 17′ 23″ est            | « PA00084063 »                              | Inscrit Classé                              | 1994 1996                                   | Église Saint-Eutrope d'Allemans-du-Dropt                 |
| Église Saint-Clair de Gouts                               | Allons                    |                                                                                  | 44° 14′ 13″ nord, 0° 03′ 39″ ouest          | « PA00125247 »                              | Classé                                      | 1995                                        | Église Saint-Clair de Gouts                              |
| Maison forte de Capchicot                                 | Allons                    | Capchicot                                                                        | 44° 11′ 02″ nord, 0° 02′ 32″ ouest          | « PA47000034 »                              | Inscrit                                     | 1998                                        | Maison forte de Capchicot                                |
| Maison noble de Luxurguey                                 | Allons                    |                                                                                  | 44° 11′ 16″ nord, 0° 06′ 52″ ouest          | « PA00125248 »                              | Inscrit                                     | 1993                                        | Image manquante Téléverser                               |
| Château d'Ambrus                                          | Ambrus                    |                                                                                  | 44° 14′ 01″ nord, 0° 14′ 51″ est            | « PA00084065 »                              | Inscrit                                     | 1988                                        | Image manquante Téléverser                               |
| Château de Hordosse ou Hordesse Croix du XVe siècle       | Andiran                   | Hordosse                                                                         | 44° 07′ 11″ nord, 0° 16′ 42″ est            | « PA00084193 »                              | Inscrit                                     | 1928                                        | Image manquante Téléverser                               |
| Pont de Tauziète                                          | Andiran                   |                                                                                  | 44° 07′ 18″ nord, 0° 17′ 40″ est            | « PA00084066 »                              | Inscrit                                     | 1987                                        | Pont de Tauziète                                         |
| Église Saint-Étienne d'Argenton                           | Argenton                  | Sur la D106, au bout du bourg, direction D933                                    | 44° 23′ 11″ nord, 0° 05′ 46″ est            | « PA00084067 »                              | Inscrit                                     | 1957                                        | Église Saint-Étienne d'Argenton                          |
| Église Sainte-Marie d'Aubiac                              | Aubiac                    |                                                                                  | 44° 08′ 28″ nord, 0° 33′ 44″ est            | « PA00084068 »                              | Classé                                      | 1908                                        | Église Sainte-Marie d'Aubiac                             |
| Château de Barbaste                                       | Barbaste                  | Place de la Poste                                                                | 44° 10′ 11″ nord, 0° 17′ 15″ est            | « PA00084069 »                              | Inscrit                                     | 1977                                        | Château de Barbaste                                      |
| Moulin d'Henri IV                                         | Barbaste                  |                                                                                  | 44° 10′ 12″ nord, 0° 17′ 23″ est            | « PA00084070 »                              | Classé                                      | 1889                                        | Moulin d'Henri IV                                        |
| Pont roman de Barbaste                                    | Barbaste                  | C.V.O. 1 de Barbaste à Nérac                                                     | 44° 10′ 13″ nord, 0° 17′ 20″ est            | « PA00084071 »                              | Classé                                      | 1960                                        | Pont roman de Barbaste                                   |
| Château de Bazens                                         | Bazens                    |                                                                                  | 44° 15′ 49″ nord, 0° 25′ 22″ est            | « PA00084072 »                              | Inscrit                                     | 1935                                        | Château de Bazens                                        |
| Église Saint-Martial de Bazens                            | Bazens                    |                                                                                  | 44° 15′ 49″ nord, 0° 25′ 22″ est            | « PA00084072 »                              | Inscrit                                     | 1935                                        | Église Saint-Martial de Bazens                           |
| Séchoir à tabac du château de Beauvallon                  | Beaupuy                   | Beauvallon                                                                       | 44° 31′ 50″ nord, 0° 08′ 15″ est            | « PA47000069 »                              | Inscrit                                     | 2007                                        | Séchoir à tabac du château de Beauvallon                 |
| Château de Beauville                                      | Beauville                 |                                                                                  | 44° 16′ 45″ nord, 0° 52′ 42″ est            | « PA00084075 »                              | Inscrit                                     | 2006                                        | Château de Beauville                                     |
| Église Saint-Caprais de Marcoux                           | Beauville                 | Marcoux                                                                          | 44° 17′ 25″ nord, 0° 53′ 54″ est            | « PA00084074 »                              | Classé                                      | 1922                                        | Église Saint-Caprais de Marcoux                          |
| Église Saint-Jacques de Beauville                         | Beauville                 |                                                                                  | 44° 16′ 38″ nord, 0° 52′ 53″ est            | « PA00084073 »                              | Inscrit Classé                              | 1925 1929                                   | Église Saint-Jacques de Beauville                        |
| Château de Favols                                         | Bias                      | Favols                                                                           | 44° 25′ 13″ nord, 0° 38′ 44″ est            | « PA00084076 »                              | Inscrit                                     | 1981 2015                                   | Image manquante Téléverser                               |
| Domaine de Senelles                                       | Bias                      | Rue Clémentine Steef                                                             | 44° 25′ 10″ nord, 0° 40′ 05″ est            | « PA47000084 »                              | Inscrit                                     | 2012                                        | Domaine de Senelles                                      |
| Château de Birac                                          | Birac-sur-Trec            | Bourdieu                                                                         | 44° 29′ 29″ nord, 0° 16′ 34″ est            | « PA00125249 »                              | Inscrit                                     | 1993                                        | Château de Birac                                         |
| Château de Blanquefort-sur-Briolance                      | Blanquefort-sur-Briolance |                                                                                  | 44° 35′ 58″ nord, 0° 58′ 11″ est            | « PA00084077 »                              | Inscrit                                     | 2008                                        | Château de Blanquefort-sur-Briolance                     |
| Église Notre-Dame de Blanquefort-sur-Briolance            | Blanquefort-sur-Briolance |                                                                                  | 44° 35′ 51″ nord, 0° 58′ 16″ est            | « PA00084078 »                              | Inscrit                                     | 1925                                        | Église Notre-Dame de Blanquefort-sur-Briolance           |
| Forge de Blanquefort-sur-Briolance                        | Blanquefort-sur-Briolance |                                                                                  | 44° 36′ 02″ nord, 0° 58′ 15″ est            | « PA47000102 »                              | Inscrit                                     | 2019                                        | Forge de Blanquefort-sur-Briolance                       |
| Église Notre-Dame-de-l'Assomption de Blaymont             | Blaymont                  |                                                                                  | 44° 18′ 08″ nord, 0° 51′ 50″ est            | « PA00084079 »                              | Inscrit                                     | 1951                                        | Église Notre-Dame-de-l'Assomption de Blaymont            |
| Église Sainte-Foy de Blaymont                             | Blaymont                  |                                                                                  | 44° 18′ 12″ nord, 0° 50′ 06″ est            | « PA47000033 »                              | Inscrit                                     | 1998                                        | Église Sainte-Foy de Blaymont                            |
| Château de Castelnoubel                                   | Bon-Encontre              |                                                                                  | 44° 13′ 08″ nord, 0° 42′ 38″ est            | « PA00084080 »                              | Inscrit                                     | 1966                                        | Château de Castelnoubel                                  |
| Église Sainte-Radegonde de Bon-Encontre                   | Bon-Encontre              |                                                                                  | 44° 11′ 44″ nord, 0° 39′ 26″ est            | « PA00084081 »                              | Classé                                      | 1912                                        | Église Sainte-Radegonde de Bon-Encontre                  |
| Église Saint-Blaise de Boudy                              | Boudy-de-Beauregard       |                                                                                  | 44° 33′ 00″ nord, 0° 39′ 58″ est            | « PA47000001 »                              | Inscrit                                     | 1996                                        | Église Saint-Blaise de Boudy                             |
| Église Notre-Dame de Bourgougnague                        | Bourgougnague             |                                                                                  | 44° 37′ 00″ nord, 0° 24′ 59″ est            | « PA47000085 »                              | Inscrit                                     | 2013                                        | Église Notre-Dame de Bourgougnague                       |
| Église Sainte-Marie-Madeleine de Bournel                  | Bournel                   |                                                                                  | 44° 37′ 11″ nord, 0° 40′ 16″ est            | « PA00084082 »                              | Inscrit                                     | 1948                                        | Église Sainte-Marie-Madeleine de Bournel                 |
| Domaine de la Tour de Rance (pigeonnier)                  | Bourran                   |                                                                                  | 44° 20′ 01″ nord, 0° 24′ 43″ est            | « PA00125250 »                              | Inscrit                                     | 1993                                        | Domaine de la Tour de Rance(pigeonnier)                  |
| Café-restaurant de la Paix                                | Bruch                     |                                                                                  | 44° 12′ 16″ nord, 0° 24′ 40″ est            | « PA47000038 »                              | Inscrit                                     | 1998                                        | Café-restaurant de la Paix                               |
| Église Saint-Amand de Bruch                               | Bruch                     |                                                                                  | 44° 12′ 13″ nord, 0° 24′ 34″ est            | « PA47000065 »                              | Inscrit                                     | 2005                                        | Église Saint-Amand de Bruch                              |
| Enceinte de Bruch                                         | Bruch                     |                                                                                  | 44° 12′ 20″ nord, 0° 24′ 42″ est            | « PA00084083 »                              | Classé                                      | 1906                                        | Enceinte de Bruch                                        |
| Chapelle Notre-Dame de Buzet-sur-Baïse                    | Buzet-sur-Baïse           |                                                                                  | 44° 14′ 57″ nord, 0° 17′ 41″ est            | « PA00084084 »                              | Inscrit Classé Inscrit                      | 1989 1991 2015                              | Image manquante Téléverser                               |
| Château de Buzet-sur-Baïse                                | Buzet-sur-Baïse           |                                                                                  | 44° 15′ 02″ nord, 0° 17′ 38″ est            | « PA00084084 »                              | Inscrit Classé Inscrit                      | 1989 1991 2015                              | Château de Buzet-sur-Baïse                               |
| Église Saint-Martin de Cahuzac                            | Cahuzac                   |                                                                                  | 44° 39′ 39″ nord, 0° 33′ 31″ est            | « PA47000082 »                              | Inscrit                                     | 2012                                        | Église Saint-Martin de Cahuzac                           |
| Château de Lassalle                                       | Calignac                  |                                                                                  | 44° 07′ 42″ nord, 0° 25′ 47″ est            | « PA47000080 »                              | Inscrit                                     | 2010                                        | Image manquante Téléverser                               |
| Château de Calonges                                       | Calonges                  |                                                                                  | 44° 22′ 53″ nord, 0° 13′ 00″ est            | « PA00084085 »                              | Classé                                      | 1959                                        | Image manquante Téléverser                               |
| Église Notre-Dame de Milhac de Cancon                     | Cancon                    | Milhac                                                                           | 44° 33′ 40″ nord, 0° 38′ 40″ est            | « PA47000002 »                              | Inscrit                                     | 1996                                        | Église Notre-Dame de Milhac de Cancon                    |
| Église Saint-Pierre-Saint-Paul de Casseneuil              | Casseneuil                |                                                                                  | 44° 26′ 43″ nord, 0° 37′ 09″ est            | « PA00084086 »                              | Classé                                      | 1910                                        | Église Saint-Pierre-Saint-Paul de Casseneuil             |
| Église Notre-Dame de Cabalsaut                            | Castelculier              | Cabalsau(t)                                                                      | 44° 11′ 13″ nord, 0° 44′ 14″ est            | « PA00084087 »                              | Inscrit                                     | 1926                                        | Église Notre-Dame de Cabalsaut                           |
| Couvent des Cordeliers de Casteljaloux                    | Casteljaloux              | 11 rue de l'Hôpital                                                              | 44° 18′ 53″ nord, 0° 05′ 23″ est            | « PA47000035 »                              | Inscrit                                     | 1998                                        | Couvent des Cordeliers de Casteljaloux                   |
| Église Notre-Dame-de-l'Assomption de Casteljaloux         | Casteljaloux              | Place de l’Église au début de la Grande Rue, près de l’Avance.                   | 44° 18′ 50″ nord, 0° 05′ 26″ est            | « PA47000036 »                              | Inscrit                                     | 1998                                        | Église Notre-Dame-de-l'Assomption de Casteljaloux        |
| Maison à pans de bois                                     | Casteljaloux              | 65, Grande-rue                                                                   | 44° 18′ 52″ nord, 0° 05′ 15″ est            | « PA00084089 »                              | Inscrit                                     | 1963                                        | Maison à pans de bois                                    |
| Maison du Roy                                             | Casteljaloux              | Place du Roy, non loin de l'Église Notre-Dame                                    | 44° 18′ 53″ nord, 0° 05′ 22″ est            | « PA00084088 »                              | Inscrit                                     | 1983                                        | Maison du Roy                                            |
| Monument aux morts de Casteljaloux                        | Casteljaloux              | Place Jean-Jaurès                                                                | 44° 18′ 50″ nord, 0° 05′ 03″ est            | « PA47000089 »                              | Inscrit                                     | 2014                                        | Monument aux morts de Casteljaloux                       |
| Château de Fontirou                                       | Castella                  |                                                                                  | 44° 19′ 09″ nord, 0° 42′ 38″ est            | « PA00084281 »                              | Inscrit                                     | 1990                                        | Château de Fontirou                                      |
| Hôtel de Cours de Thomazeau                               | Castillonnès              | 8 rue du Petit-Paris                                                             | 44° 39′ 15″ nord, 0° 35′ 23″ est            | « PA47000003 »                              | Inscrit                                     | 1996                                        | Hôtel de Cours de Thomazeau                              |
| Château de Nazelles                                       | Caudecoste                |                                                                                  | 44° 08′ 04″ nord, 0° 43′ 53″ est            | « PA47000024 »                              | Inscrit                                     | 1997                                        | Image manquante Téléverser                               |
| Château de Cauzac                                         | Cauzac                    |                                                                                  | 44° 16′ 45″ nord, 0° 48′ 19″ est            | « PA00135188 »                              | Inscrit                                     | 1995                                        | Image manquante Téléverser                               |
| Église Saint-Clair de Cauzac                              | Cauzac                    | Saint-Clair                                                                      | 44° 17′ 35″ nord, 0° 48′ 36″ est            | « PA47000044 »                              | Inscrit                                     | 2000                                        | Église Saint-Clair de Cauzac                             |
| Église Sainte-Eulalie de Cauzac                           | Cauzac                    | Sainte-Eulalie                                                                   | 44° 16′ 27″ nord, 0° 48′ 35″ est            | « PA47000045 »                              | Inscrit                                     | 2000                                        | Église Sainte-Eulalie de Cauzac                          |
| Maison à empilage de poutres                              | Cavarc                    | Saint-Dizier                                                                     | 44° 39′ 38″ nord, 0° 39′ 01″ est            | « PA00084291 »                              | Inscrit                                     | 1991                                        | Maison à empilage de poutres                             |
| Église Saint-Gilles de Cazideroque                        | Cazideroque               |                                                                                  | 44° 23′ 54″ nord, 0° 55′ 45″ est            | « PA00084090 »                              | Inscrit                                     | 1957                                        | Église Saint-Gilles de Cazideroque                       |
| Abbaye de Clairac                                         | Clairac                   |                                                                                  | 44° 21′ 30″ nord, 0° 22′ 40″ est            | « PA47000004 »                              | Inscrit                                     | 1996                                        | Abbaye de Clairac                                        |
| Château de Roche Fontaine Renaissance                     | Clairac                   |                                                                                  | 44° 23′ 10″ nord, 0° 21′ 30″ est            | « PA00084091 »                              | Classé                                      | 2012                                        | Château de RocheFontaine Renaissance                     |
| Église Saint-Pierre-ès-Liens de Clairac                   | Clairac                   | Place de l'Église                                                                | 44° 21′ 31″ nord, 0° 22′ 41″ est            | « PA47000006 »                              | Inscrit                                     | 1996                                        | Église Saint-Pierre-ès-Liens de Clairac                  |
| Font'Grand                                                | Clairac                   | Rue Gambetta                                                                     | 44° 21′ 34″ nord, 0° 22′ 50″ est            | « PA47000007 »                              | Inscrit                                     | 1996                                        | Font'Grand                                               |
| Maison des Dames de la Foy                                | Clairac                   | Place de l'Église                                                                | 44° 21′ 32″ nord, 0° 22′ 41″ est            | « PA47000005 »                              | Inscrit                                     | 1996                                        | Maison des Dames de la Foy                               |
| Maison à pans de bois                                     | Clairac                   | 2 rue Broustet                                                                   | 44° 21′ 34″ nord, 0° 22′ 38″ est            | « PA00084092 »                              | Inscrit                                     | 2012                                        | Maison à pans de bois                                    |
| Monument aux morts de Clairac                             | Clairac                   | face à la mairie                                                                 | 44° 21′ 36″ nord, 0° 22′ 34″ est            | « PA47000090 »                              | Inscrit                                     | 2014                                        | Image manquante Téléverser                               |
| Château du Bousquet                                       | Clermont-Dessous          |                                                                                  | 44° 14′ 31″ nord, 0° 26′ 17″ est            | « PA47000086 »                              | Inscrit                                     | 2013                                        | Image manquante Téléverser                               |
| Château de Clermont-Dessous                               | Clermont-Dessous          |                                                                                  | 44° 14′ 48″ nord, 0° 25′ 17″ est            | « PA00084094 »                              | Inscrit                                     | 1950                                        | Château de Clermont-Dessous                              |
| Église Saint-Jean-Baptiste de Clermont-Dessous            | Clermont-Dessous          |                                                                                  | 44° 14′ 48″ nord, 0° 25′ 16″ est            | « PA00084093 »                              | Classé                                      | 1908                                        | Église Saint-Jean-Baptiste de Clermont-Dessous           |
| Château de Clermont-Soubiran                              | Clermont-Soubiran         |                                                                                  | 44° 08′ 22″ nord, 0° 49′ 57″ est            | « PA00084095 »                              | Inscrit                                     | 1960                                        | Château de Clermont-Soubiran                             |
| Église Saint-Jean de Vidailhac de Cocumont Vieille-Église | Cocumont                  | L'Église                                                                         | 44° 27′ 22″ nord, 0° 00′ 58″ est            | « PA00084096 »                              | Inscrit                                     | 1927                                        | Église Saint-Jean de Vidailhac de CocumontVieille-Église |
| Église Saint-Martin de Goux de Cocumont                   | Cocumont                  | Gouts                                                                            | 44° 26′ 01″ nord, 0° 03′ 39″ est            | « PA00084097 »                              | Inscrit                                     | 1965                                        | Église Saint-Martin de Goux de Cocumont                  |
| Monument aux morts de Couthures-sur-Garonne               | Couthures-sur-Garonne     | Rue des Tilleuls rue de la Poste                                                 | 44° 30′ 49″ nord, 0° 04′ 41″ est            | « PA47000091 »                              | Inscrit                                     | 2014                                        | Monument aux morts de Couthures-sur-Garonne              |
| Donjon de Fauguerolles                                    | Croix-Blanche (La)        | Allée de Fauguerolles                                                            | 44° 17′ 29″ nord, 0° 42′ 02″ est            | « PA00084098 »                              | Inscrit                                     | 1950                                        | Donjon de Fauguerolles                                   |
| Château de Cuzorn                                         | Cuzorn                    |                                                                                  | 44° 32′ 40″ nord, 0° 56′ 58″ est            | « PA00084099 »                              | Inscrit                                     | 1950                                        | Château de Cuzorn                                        |
| Église Saint-Martin de Cuzorn                             | Cuzorn                    |                                                                                  | 44° 32′ 51″ nord, 0° 57′ 06″ est            | « PA00084100 »                              | Inscrit                                     | 1925                                        | Église Saint-Martin de Cuzorn                            |
| Château de Muges                                          | Damazan                   | Muges                                                                            | 44° 17′ 28″ nord, 0° 18′ 15″ est            | « PA47000076 »                              | Inscrit                                     | 2008                                        | Image manquante Téléverser                               |
| Maison à colombages                                       | Damazan                   | 1 Rue de Buzet                                                                   | 44° 17′ 25″ nord, 0° 16′ 34″ est            | « PA00084101 »                              | Inscrit                                     | 1963                                        | Maison à colombages                                      |
| Château de Puycalvary                                     | Dausse                    |                                                                                  | 44° 23′ 39″ nord, 0° 53′ 43″ est            | « PA00084102 »                              | Inscrit                                     | 1925                                        | Château de Puycalvary                                    |
| Château de Dolmayrac                                      | Dolmayrac                 |                                                                                  | 44° 21′ 42″ nord, 0° 35′ 29″ est            | « PA00084103 »                              | Inscrit                                     | 1927                                        | Château de Dolmayrac                                     |
| Église Saint-Cyprien de Dolmayrac                         | Dolmayrac                 | Lieu-dit Saint-Cyprien                                                           | 44° 21′ 50″ nord, 0° 34′ 11″ est            | « PA00084105 »                              | Inscrit                                     | 1958                                        | Église Saint-Cyprien de Dolmayrac                        |
| Église Saint-Orens de Dolmayrac                           | Dolmayrac                 | Dolmayrac                                                                        | 44° 21′ 48″ nord, 0° 35′ 20″ est            | « PA00084104 »                              | Inscrit                                     | 1927                                        | Église Saint-Orens de Dolmayrac                          |
| Prieuré de Durance                                        | Durance                   | Lagrange                                                                         | 44° 10′ 10″ nord, 0° 09′ 37″ est            | « PA00084106 »                              | Classé                                      | 2000                                        | Prieuré de Durance                                       |
| Château de Duras                                          | Duras                     |                                                                                  | 44° 40′ 36″ nord, 0° 10′ 43″ est            | « PA00084107 »                              | Classé                                      | 2002                                        | Château de Duras                                         |
| Tour de l'Horloge                                         | Duras                     | Grande-Rue                                                                       | 44° 40′ 33″ nord, 0° 10′ 59″ est            | « PA00084108 »                              | Inscrit                                     | 1953                                        | Tour de l'Horloge                                        |
| Château de la Combebonnet                                 | Engayrac                  |                                                                                  | 44° 15′ 11″ nord, 0° 52′ 42″ est            | « PA00084109 »                              | Inscrit Classé                              | 1964 1988                                   | Château de la Combebonnet                                |
| Église Saint-Pierre-aux-Liens d'Engayrac                  | Engayrac                  |                                                                                  | 44° 15′ 32″ nord, 0° 53′ 09″ est            | « PA00084110 »                              | Classé                                      | 1920                                        | Église Saint-Pierre-aux-Liens d'Engayrac                 |
| Église Saint-Blaise d'Esclottes                           | Esclottes                 |                                                                                  | 44° 42′ 31″ nord, 0° 08′ 43″ est            | « PA00084111 »                              | Inscrit                                     | 1925                                        | Église Saint-Blaise d'Esclottes                          |
| Tour d'Espiens                                            | Espiens                   |                                                                                  | 44° 10′ 07″ nord, 0° 22′ 42″ est            | « PA00084112 »                              | Inscrit                                     | 1926                                        | Tour d'Espiens                                           |
| Château de Montluc                                        | Estillac                  |                                                                                  | 44° 09′ 20″ nord, 0° 33′ 44″ est            | « PA00084113 »                              | Inscrit Classé                              | 1947 1958                                   | Château de Montluc                                       |
| Château de Fals                                           | Fals                      |                                                                                  | 44° 05′ 34″ nord, 0° 40′ 26″ est            | « PA00084114 »                              | Inscrit                                     | 1953                                        | Château de Fals                                          |
| Allées funéraires de Lumé                                 | Fargues-sur-Ourbise       | Lumé                                                                             | 44° 13′ 20″ nord, 0° 07′ 58″ est            | « PA00084115 »                              | Classé                                      | 1889                                        | Image manquante Téléverser                               |
| Église Saint-Cyr de Fargues-sur-Ourbise                   | Fargues-sur-Ourbise       |                                                                                  | 44° 14′ 20″ nord, 0° 09′ 17″ est            | « PA00084116 »                              | Inscrit                                     | 1929 1933                                   | Église Saint-Cyr de Fargues-sur-Ourbise                  |
| Tour d'Avance                                             | Fargues-sur-Ourbise       |                                                                                  | 44° 12′ 17″ nord, 0° 08′ 39″ est            | « PA00084117 »                              | Inscrit                                     | 1967                                        | Image manquante Téléverser                               |
| Château de Trenqueléon                                    | Feugarolles               |                                                                                  | 44° 12′ 35″ nord, 0° 20′ 12″ est            | « PA00084118 »                              | Inscrit                                     | 1951 2015                                   | Château de Trenqueléon                                   |
| Pont du moulin de Paravis Pont à 2 travées sur l'Auvignon | Feugarolles               |                                                                                  | 44° 14′ 22″ nord, 0° 22′ 30″ est            | « PA00084119 »                              | Inscrit                                     | 1987                                        | Image manquante Téléverser                               |
| Pont du Paravis                                           | Feugarolles               | Le Paravis                                                                       | 44° 14′ 20″ nord, 0° 22′ 52″ est            | « PA00132931 »                              | Inscrit                                     | 1994                                        | Image manquante Téléverser                               |
| Pont-canal sur la Baïse                                   | Feugarolles               | Larderet                                                                         | 44° 14′ 04″ nord, 0° 19′ 46″ est            | « PA47000060 »                              | Inscrit                                     | 2003                                        | Pont-canal sur la Baïse                                  |
| Prieuré du Paravis                                        | Feugarolles               | Le Paravis, rue du prieuré                                                       | 44° 14′ 22″ nord, 0° 23′ 06″ est            | « PA00084120 »                              | Classé Inscrit Classé                       | 1928 1994 1999                              | Prieuré du Paravis                                       |
| Prieuré Saint-Jean-de-l'Habit                             | Feugarolles               | Le Paravis, rue du prieuré                                                       | 44° 14′ 20″ nord, 0° 23′ 02″ est            | « PA00132930 »                              | Inscrit                                     | 1994                                        | Prieuré Saint-Jean-de-l'Habit                            |
| Chapelle Notre-Dame-de-Tout-Pouvoir de Fongrave           | Fongrave                  |                                                                                  | 44° 23′ 47″ nord, 0° 32′ 01″ est            | « PA47000008 »                              | Inscrit                                     | 1996                                        | Chapelle Notre-Dame-de-Tout-Pouvoir de Fongrave          |
| Église Saint-Léger de Fongrave                            | Fongrave                  |                                                                                  | 44° 23′ 40″ nord, 0° 32′ 12″ est            | « PA47000009 »                              | Inscrit                                     | 1996                                        | Église Saint-Léger de Fongrave                           |
| Prieuré de Fongrave                                       | Fongrave                  |                                                                                  | 44° 23′ 39″ nord, 0° 32′ 13″ est            | « PA47000010 »                              | Inscrit                                     | 1996                                        | Prieuré de Fongrave                                      |
| Église Saint-Jean-Baptiste de Monbran                     | Foulayronnes              | Monbran                                                                          | 44° 13′ 52″ nord, 0° 36′ 15″ est            | « PA00084122 »                              | Inscrit                                     | 1980                                        | Église Saint-Jean-Baptiste de Monbran                    |
| Église Saint-Sernin d'Artigues                            | Foulayronnes              | Artigues                                                                         | 44° 15′ 46″ nord, 0° 39′ 59″ est            | « PA00084121 »                              | Inscrit                                     | 1941                                        | Église Saint-Sernin d'Artigues                           |
| Maison de La Hire                                         | Francescas                | 7 rue d'Arragegat                                                                | 44° 03′ 52″ nord, 0° 25′ 38″ est            | « PA47000011 »                              | Inscrit                                     | 1996                                        | Maison de La Hire                                        |
| Château de Fréchou                                        | Fréchou                   |                                                                                  | 44° 05′ 10″ nord, 0° 19′ 11″ est            | « PA00084123 »                              | Inscrit                                     | 1952                                        | Image manquante Téléverser                               |
| Église Sainte-Quitterie de Frégimont                      | Frégimont                 |                                                                                  | 44° 16′ 38″ nord, 0° 27′ 29″ est            | « PA00084125 »                              | Inscrit                                     | 1952                                        | Église Sainte-Quitterie de Frégimont                     |
| Église Sainte-Raffine de Gaujac                           | Frégimont                 | Gaujac, Peyrot de l'Homme                                                        | 44° 16′ 03″ nord, 0° 29′ 01″ est            | « PA00084126 »                              | Inscrit                                     | 1947                                        | Église Sainte-Raffine de Gaujac                          |
| Château de Frégimont Mairie-école                         | Frégimont                 |                                                                                  | 44° 16′ 41″ nord, 0° 27′ 31″ est            | « PA00084124 »                              | Inscrit                                     | 2008                                        | Château de FrégimontMairie-école                         |
| Château de Frespech                                       | Frespech                  |                                                                                  | 44° 18′ 38″ nord, 0° 49′ 31″ est            | « PA00084127 »                              | Inscrit                                     | 1925                                        | Château de Frespech                                      |
| Église Notre-Dame de Frespech                             | Frespech                  |                                                                                  | 44° 18′ 39″ nord, 0° 49′ 30″ est            | « PA00084128 »                              | Classé                                      | 1953                                        | Église Notre-Dame de Frespech                            |
| Château de Fumel                                          | Fumel                     |                                                                                  | 44° 29′ 50″ nord, 0° 58′ 14″ est            | « PA00084129 »                              | Inscrit                                     | 1951                                        | Château de Fumel                                         |
| Fonderie de Fumel Machine de Watt                         | Fumel                     | 1 Avenue de l'Usine                                                              | 44° 29′ 24″ nord, 0° 57′ 39″ est            | « PA47000039 »                              | Classé                                      | 2009                                        | Fonderie de FumelMachine de Watt                         |
| Tour de Caraillé                                          | Fumel                     | 3 rue Belhomme                                                                   | 44° 28′ 54″ nord, 0° 56′ 51″ est            | « PA00084130 »                              | Inscrit                                     | 1986                                        | Tour de Caraillé                                         |
| Château de Gavaudun                                       | Gavaudun                  |                                                                                  | 44° 33′ 37″ nord, 0° 53′ 18″ est            | « PA00084131 »                              | Classé                                      | 1862 1987                                   | Château de Gavaudun                                      |
| Église Saint-Sardos-et-Sainte-Anne de Laurenque           | Gavaudun                  | Laurenque                                                                        | 44° 33′ 56″ nord, 0° 53′ 27″ est            | « PA00084132 »                              | Classé                                      | 1912                                        | Église Saint-Sardos-et-Sainte-Anne de Laurenque          |
| Prieuré Saint-Sardos de Laurenque                         | Gavaudun                  | Laurenque                                                                        | 44° 33′ 49″ nord, 0° 53′ 22″ est            | « PA00125251 »                              | Inscrit                                     | 1993                                        | Prieuré Saint-Sardos de Laurenque                        |
| Château de Gontaud-de-Nogaret                             | Gontaud-de-Nogaret        |                                                                                  | 44° 27′ 23″ nord, 0° 17′ 45″ est            | « PA00084133 »                              | Inscrit                                     | 1958                                        | Château de Gontaud-de-Nogaret                            |
| Église Notre-Dame de Gontaud-de-Nogaret                   | Gontaud-de-Nogaret        |                                                                                  | 44° 27′ 24″ nord, 0° 17′ 44″ est            | « PA00084134 »                              | Inscrit                                     | 1925                                        | Église Notre-Dame de Gontaud-de-Nogaret                  |
| Halle de Gontaud-de-Nogaret                               | Gontaud-de-Nogaret        |                                                                                  | 44° 27′ 23″ nord, 0° 17′ 43″ est            | « PA00084135 »                              | Inscrit                                     | 1958                                        | Halle de Gontaud-de-Nogaret                              |
| Café le Sébastopol                                        | Granges-sur-Lot           | Place Papon-Lagrave                                                              | 44° 22′ 36″ nord, 0° 27′ 56″ est            | « PA47000030 »                              | Inscrit                                     | 1998                                        | Café le Sébastopol                                       |
| Château de Lagarde                                        | Grateloup-Saint-Gayrand   |                                                                                  | 44° 24′ 59″ nord, 0° 23′ 25″ est            | « PA47000012 »                              | Inscrit                                     | 1996 2011                                   | Image manquante Téléverser                               |
| Église Saint-Gayrand de Saint-Gayrand                     | Grateloup-Saint-Gayrand   | Saint-Gayrand                                                                    | 44° 24′ 08″ nord, 0° 23′ 47″ est            | « PA47000013 »                              | Inscrit                                     | 1996                                        | Église Saint-Gayrand de Saint-Gayrand                    |
| Château de Malvirade                                      | Grézet-Cavagnan           | À 1500 m, partant de la D933, sur la D260 direction le bourg du Grezet           | 44° 22′ 42″ nord, 0° 07′ 18″ est            | « PA00135189 »                              | Inscrit                                     | 1995                                        | Château de Malvirade                                     |
| Église Notre-Dame de Fontet                               | Guérin                    | Fontet                                                                           | 44° 25′ 28″ nord, 0° 04′ 03″ est            | « PA00132932 »                              | Inscrit                                     | 1994                                        | Église Notre-Dame de Fontet                              |
| Église Notre-Dame                                         | Hautefage-la-Tour         |                                                                                  | 44° 19′ 16″ nord, 0° 47′ 04″ est            | « PA00084136 »                              | Classé Inscrit                              | 1921 1994                                   | Église Notre-Dame                                        |
| Église Saint-Just de Hautefage-la-Tour                    | Hautefage-la-Tour         | Saint-Just                                                                       | 44° 20′ 32″ nord, 0° 46′ 05″ est            | « PA47000014 »                              | Inscrit                                     | 1996                                        | Église Saint-Just de Hautefage-la-Tour                   |
| Église Saint-Thomas de Hautefage-la-Tour                  | Hautefage-la-Tour         | Saint-Thomas                                                                     | 44° 21′ 25″ nord, 0° 46′ 23″ est            | « PA47000015 »                              | Inscrit                                     | 1996                                        | Église Saint-Thomas de Hautefage-la-Tour                 |
| Tour d'Hautefage-la-Tour                                  | Hautefage-la-Tour         |                                                                                  | 44° 19′ 16″ nord, 0° 47′ 05″ est            | « PA00084137 »                              | Classé                                      | 1883                                        | Tour d'Hautefage-la-Tour                                 |
| Église Notre-Dame de Houeillès                            | Houeillès                 | Dans la confluence de la Av. Adrien Lamothe (D933) et Av. Jacques Lamothe (D156) | 44° 11′ 51″ nord, 0° 02′ 07″ est            | « PA00084138 »                              | Inscrit                                     | 1925                                        | Église Notre-Dame de Houeillès                           |
| Château de Lacaze                                         | Labastide-Castel-Amouroux |                                                                                  | 44° 20′ 11″ nord, 0° 06′ 33″ est            | « PA47000074 »                              | Inscrit                                     | 2008                                        | Image manquante Téléverser                               |
| Église Saint-Avit de Lacapelle-Biron                      | Lacapelle-Biron           |                                                                                  | 44° 35′ 23″ nord, 0° 52′ 55″ est            | « PA00084139 »                              | Classé                                      | 1954                                        | Église Saint-Avit de Lacapelle-Biron                     |
| Château de Canabazes                                      | Lacaussade                | Cannabazès                                                                       | 44° 29′ 39″ nord, 0° 48′ 36″ est            | « PA47000049 »                              | Inscrit                                     | 2001                                        | Image manquante Téléverser                               |
| Château Saint-Sauveur                                     | Lafitte-sur-Lot           |                                                                                  | 44° 21′ 05″ nord, 0° 25′ 57″ est            | « PA47000046 »                              | Inscrit                                     | 2000                                        | Image manquante Téléverser                               |
| Château de Lafox                                          | Lafox                     |                                                                                  | 44° 09′ 57″ nord, 0° 41′ 22″ est            | « PA00084140 »                              | Inscrit                                     | 1951                                        | Château de Lafox                                         |
| Manoir de Prades                                          | Lafox                     |                                                                                  | 44° 10′ 05″ nord, 0° 42′ 30″ est            | « PA00084141 »                              | Inscrit                                     | 1959                                        | Manoir de Prades                                         |
| Église Saint-Jean-Baptiste de Lagupie                     | Lagupie                   |                                                                                  | 44° 33′ 18″ nord, 0° 06′ 50″ est            | « PA00084142 »                              | Inscrit                                     | 1925                                        | Église Saint-Jean-Baptiste de Lagupie                    |
| Château d'Escalup                                         | Lamontjoie                |                                                                                  | 44° 03′ 38″ nord, 0° 32′ 44″ est            | « PA47000040 »                              | Inscrit                                     | 1999                                        | Château d'Escalup                                        |
| Église Saint-Louis de Lamontjoie                          | Lamontjoie                |                                                                                  | 44° 04′ 32″ nord, 0° 31′ 16″ est            | « PA00084143 »                              | Inscrit                                     | 1984                                        | Église Saint-Louis de Lamontjoie                         |
| Château de la Grangerie                                   | Lannes                    |                                                                                  | 44° 02′ 20″ nord, 0° 18′ 33″ est            | « PA00084144 »                              | Inscrit                                     | 1952                                        | Image manquante Téléverser                               |
| Église Saint-Jean-Baptiste de Cazeaux                     | Lannes                    | Cazeaux                                                                          | 44° 00′ 40″ nord, 0° 17′ 45″ est            | « PA00084146 »                              | Inscrit                                     | 1926                                        | Église Saint-Jean-Baptiste de Cazeaux                    |
| Église Saint-Jean de Villeneuve-de-Mézin                  | Lannes                    | Villeneuve-de-Mézin                                                              | 44° 00′ 58″ nord, 0° 14′ 52″ est            | « PA00084266 »                              | Classé                                      | 1941                                        | Église Saint-Jean de Villeneuve-de-Mézin                 |
| Église Sainte-Marie de Lannes                             | Lannes                    |                                                                                  | 44° 02′ 09″ nord, 0° 17′ 38″ est            | « PA00084145 »                              | Inscrit                                     | 1926                                        | Église Sainte-Marie de Lannes                            |
| Halle de Laparade                                         | Laparade                  | Place de l'Église                                                                | 44° 23′ 18″ nord, 0° 26′ 55″ est            | « PA00084147 »                              | Inscrit                                     | 1984                                        | Halle de Laparade                                        |
| Église Saint-Barthélemy de Laplume                        | Laplume                   |                                                                                  | 44° 06′ 37″ nord, 0° 31′ 53″ est            | « PA00084149 »                              | Classé                                      | 2006                                        | Église Saint-Barthélemy de Laplume                       |
| Église Saint-Pierre de Cazaux                             | Laplume                   | Cazaux                                                                           | 44° 06′ 17″ nord, 0° 31′ 26″ est            | « PA00084148 »                              | Inscrit                                     | 1925                                        | Église Saint-Pierre de Cazaux                            |
| Château de Lasserre                                       | Lasserre                  |                                                                                  | 44° 03′ 50″ nord, 0° 23′ 23″ est            | « PA00084150 »                              | Inscrit                                     | 1926                                        | Château de Lasserre                                      |
| Église Sainte-Colombe de Lasfargues                       | Laugnac                   |                                                                                  | 44° 17′ 32″ nord, 0° 36′ 50″ est            | « PA00135190 »                              | Inscrit                                     | 1995                                        | Image manquante Téléverser                               |
| Église Saint-Étienne de Marsac                            | Laugnac                   |                                                                                  | 44° 17′ 48″ nord, 0° 37′ 44″ est            | « PA00084151 »                              | Inscrit                                     | 1951 1995                                   | Église Saint-Étienne de Marsac                           |
| Église Saint-Pierre de Quissac                            | Laugnac                   |                                                                                  | 44° 18′ 18″ nord, 0° 34′ 52″ est            | « PA00135191 »                              | Inscrit                                     | 1995                                        | Église Saint-Pierre de Quissac                           |
| Tour de Laugnac                                           | Laugnac                   |                                                                                  | 44° 18′ 28″ nord, 0° 36′ 16″ est            | « PA00084152 »                              | Inscrit                                     | 1950                                        | Tour de Laugnac                                          |
| Église Saint-Pierre de Laussou                            | Laussou                   |                                                                                  | 44° 34′ 59″ nord, 0° 48′ 27″ est            | « PA00132751 »                              | Inscrit Classé                              | 1994 2006                                   | Église Saint-Pierre de Laussou                           |
| Château de Lauzun                                         | Lauzun                    |                                                                                  | 44° 37′ 44″ nord, 0° 27′ 38″ est            | « PA00084153 »                              | Classé Inscrit                              | 1923 1963 2017                              | Château de Lauzun                                        |
| Église Saint-Étienne de Lauzun                            | Lauzun                    |                                                                                  | 44° 37′ 46″ nord, 0° 27′ 34″ est            | « PA47000087 »                              | Inscrit                                     | 2012                                        | Église Saint-Étienne de Lauzun                           |
| Église Saint-Pastour de Queyssel                          | Lauzun                    | Queyssel                                                                         | 44° 39′ 55″ nord, 0° 29′ 38″ est            | « PA47000083 »                              | Inscrit                                     | 2012                                        | Église Saint-Pastour de Queyssel                         |
| Maison à cariatides de Lauzun                             | Lauzun                    | Rue Eugène-Mazelié                                                               | 44° 37′ 47″ nord, 0° 27′ 35″ est            | « PA00084154 »                              | Inscrit                                     | 1971                                        | Maison à cariatides de Lauzun                            |
| Château de Goulens                                        | Layrac                    |                                                                                  | 44° 05′ 59″ nord, 0° 39′ 11″ est            | « PA00084155 »                              | Inscrit                                     | 1921                                        | Château de Goulens                                       |
| Église Sainte-Marie d'Amans                               | Layrac                    | Amans                                                                            | 44° 05′ 47″ nord, 0° 37′ 16″ est            | « PA00084156 »                              | Inscrit                                     | 1954                                        | Église Sainte-Marie d'Amans                              |
| Église Saint-Martin de Layrac                             | Layrac                    |                                                                                  | 44° 08′ 11″ nord, 0° 39′ 37″ est            | « PA00084157 »                              | Classé Inscrit                              | 1908 1926                                   | Église Saint-Martin de Layrac                            |
| Maison forte de Bois-Renaud                               | Layrac                    |                                                                                  | 44° 08′ 22″ nord, 0° 38′ 44″ est            | « PA00084158 »                              | Inscrit                                     | 1973                                        | Image manquante Téléverser                               |
| Château de Théobon                                        | Loubès-Bernac             |                                                                                  | 44° 44′ 22″ nord, 0° 18′ 15″ est            | « PA00084159 »                              | Inscrit                                     | 1962                                        | Château de Théobon                                       |
| Église Notre-Dame de Lusignan-Petit                       | Lusignan-Petit            |                                                                                  | 44° 16′ 19″ nord, 0° 31′ 25″ est            | « PA47000066 »                              | Inscrit                                     | 2005                                        | Église Notre-Dame de Lusignan-Petit                      |